# Chmelnice

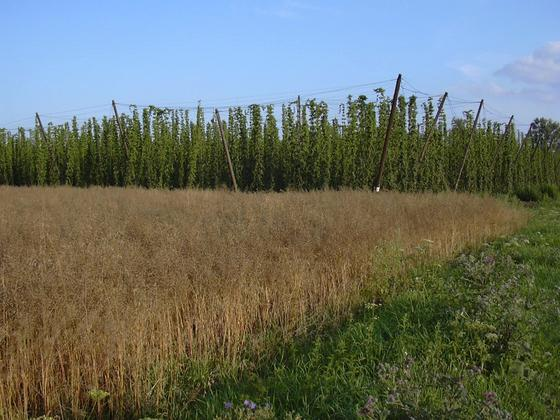
Chmelnice vedle pole s obilím

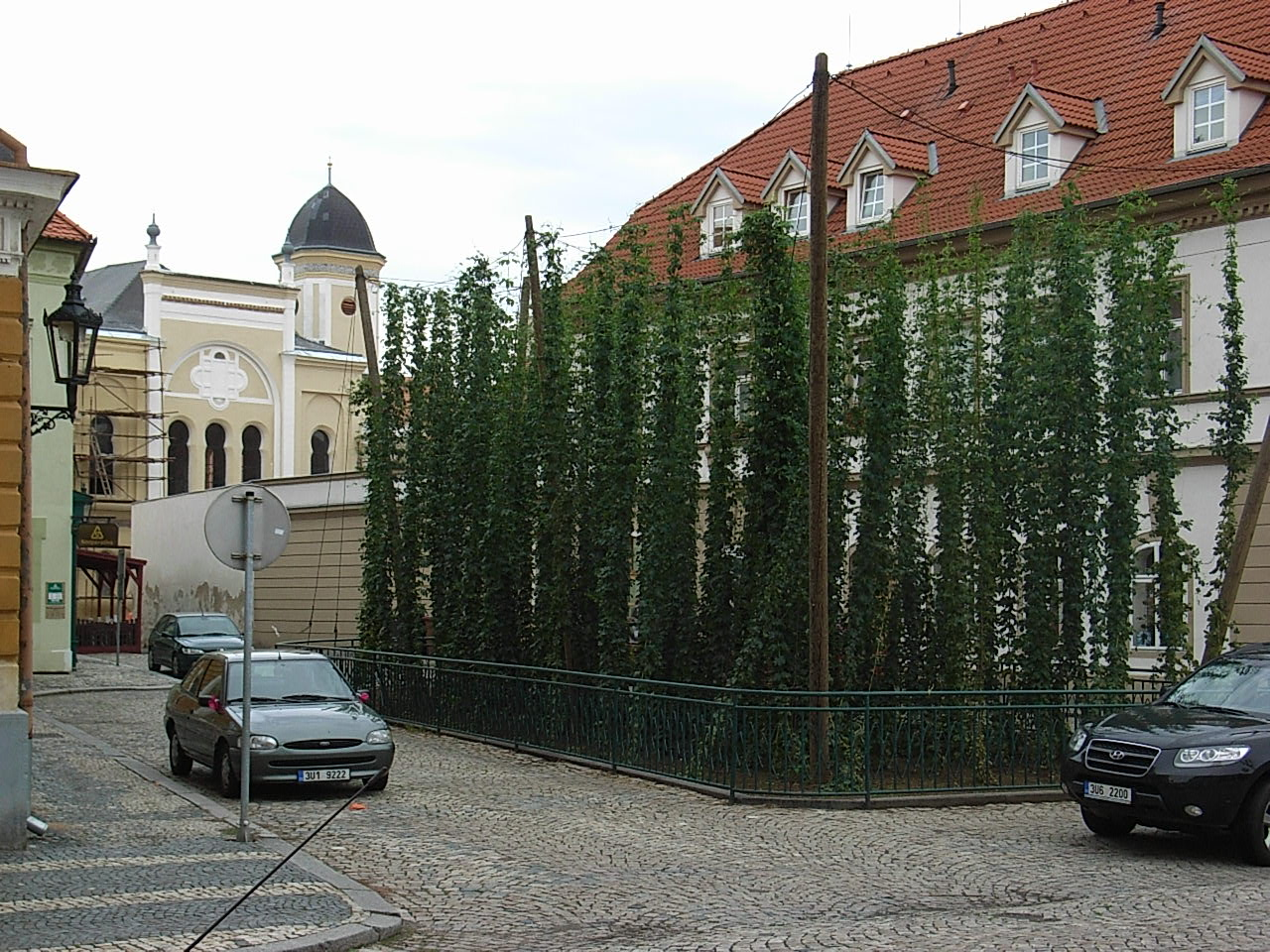
"Nejmenší chmelnice světa" vedle radnice v Žatci

Chmelnice je pole, na kterém se pěstuje chmel. Protože chmel je popínavá rostlina, je třeba mu poskytnout podporu pro jeho růst. Chmelnice jsou proto vybaveny charakteristickou soustavou vysokých konstrukcí, po kterých se rostliny pnou.

## Konstrukce pro pěstování chmele
Konstrukce chmelnice jsou obvykle zhotoveny z dřevěných sloupů o přibližné výšce 6 metrů umístěných v pravidelných odstupech. Jejich stabilita je zajištěna jednak zapuštěním do země, dále vodorovným provázáním a ukotvením pomocí silných lan a drátů. Ty současně slouží pro ukotvení tenčích svislých vodicích drátků, které jsou na ně umisťovány každoročně na jaře během operace zvané chmelové drátkování, na něj pak navazuje jarní zavádění jednotlivých chmelových rostlinek k příslušnému drátku (tzv. zavádění chmele); po vodících drátcích se pak pnou jednotlivé chmelové rostliny. Vodící drátky jsou pak strhávány společně při sklizni, jež probíhá tradičně koncem měsíce srpna a počátkem měsíce září. Životnost jedné podpůrné konstrukce činí přibližně 20 let, poté je nutno konstrukci postavit znova, jedná se o poměrně nákladnou záležitost, která podstatně zvyšuje náklady na pěstování chmele.

## Chmelnice v ČR
Tradičními chmelařskými oblastmi v Čechách je Žatecko a Úštěcko, na Moravě pak Tršicko. Nejvíce chmelnic na území někdejšího Československa bylo vztyčeno ve třicátých letech dvacátého století. Od roku 1993 rozloha chmelnic neustále klesá zejména vlivem podstatně nižší poptávky po českém chmelu v zahraničí. V tabulce za rok 2014 jsou sklizňové plochy chmelnic. ČÚZK uvádí větší rozlohu: 2000: 11 268 ha, 2012: 10 454 ha část z těchto chmenic jsou však zastaralé údaje v katastru. LPIS evidoval v roce 2008: 5 950 ha, v roce 2013: 5 023 ha chmelnic.
| Rok  | Rozloha chmelnic v ha |
| 1871 | 5 300                 |
| 1930 | 15 500                |
| 1948 | 7 000                 |
| 1956 | 9 000                 |
| 1993 | 10 500                |
| 2006 | 5 500                 |
| 2014 | 4 460                 |

## Chmelnice ve světě
V celosvětovém měřítku se nejvíce chmelnic nachází v Německu, následují USA, Čína a na čtvrtém místě Česko. V roce 2006 je celosvětová výměra chmelnic odhadována na 49 tisíc hektarů.